# Homoneura septentrionlis
Homoneura septentrionlis är en tvåvingeart som först beskrevs av Friedrich Hermann Loew 1847.  Homoneura septentrionlis ingår i släktet Homoneura och familjen lövflugor. Inga underarter finns listade i Catalogue of Life.